# Tyler Diệp
Tyler Diệp (tên tiếng Việt: Diệp Miên Trường, sinh năm 1983 tại Sài Gòn, Việt Nam) là đương kim Dân biểu tiểu bang California. Ông từng là phó thị trưởng, nghị viên Hội đồng thành phố Westminster, kiêm Giám đốc Sở Vệ sinh Midway City tại Orange County, California, Hoa Kỳ. Ở tuổi 27, ông là vị Phó Thị trưởng trẻ tuổi nhất của Westminster sau khi được các đồng sự bổ nhiệm vào chức vụ này trong ngày 15 tháng 12 năm 2010.

## Tiểu sử
Sinh ra tại Quận 5, Thành phố Hồ Chí Minh vào năm 1983, Tyler Diệp cùng gia đình định cư sang Hoa Kỳ vào năm 1991. Năm 2005, ông tốt nghiệp cử nhân ngành Hành chính công (Public Administration) tại đại học công lập California State University, San Diego.
Sau khi tốt nghiệp đại học, ông được Dân biểu Tiểu bang Trần Thái Văn mời làm phụ tá lập pháp tại Orange County. Vào tháng 11, năm 2006, Tyler Diệp đắc cử chức vụ Giám đốc Sở Vệ sinh Midway City, bao gồm nguyên thành phố Westminster và khu vực Midway City. Khi chính thức nhậm chức, ông chỉ mới ở tuổi 22, trở thành vị dân cử người Mỹ gốc Việt thời đó.
Năm 2008, Tyler Diệp quyết định ra tranh cử và thắng được chức vụ Nghị viên Hội đồng Thành phố Westminster. Bốn tháng sau ông được Ủy viên Thuế vụ California Michelle Steel mời về làm Cố vấn Cao cấp và Phát ngôn viên phụ trách cộng đồng Việt Nam.